# Antigua iglesia de San Nicasio de Reims
La iglesia de San Nicasio de Reims fue la iglesia de la abadía benedictina homónima destruida en 1793. Estaba situada en la parte sur del casco antiguo de Reims (actual departamento de Marne) en Francia.

## Historia
La abadía fue fundada para acoger a los peregrinos que venían a venerar las reliquias del obispo mártir de Reims, Saint Nicaise. Su iglesia sustituyó a la iglesia de San-Agricole y San-Vital, creada en el s. IV. San Nicasio fue enterrado allí, pues era el lugar de enterramiento tradicional de los obispos en la época galo-romana. Fue sustituido en 1060 por un establecimiento benedictino para acoger a los peregrinos. Aunque reparada varias veces, la iglesia estaba muy deteriorada en el s. XII.

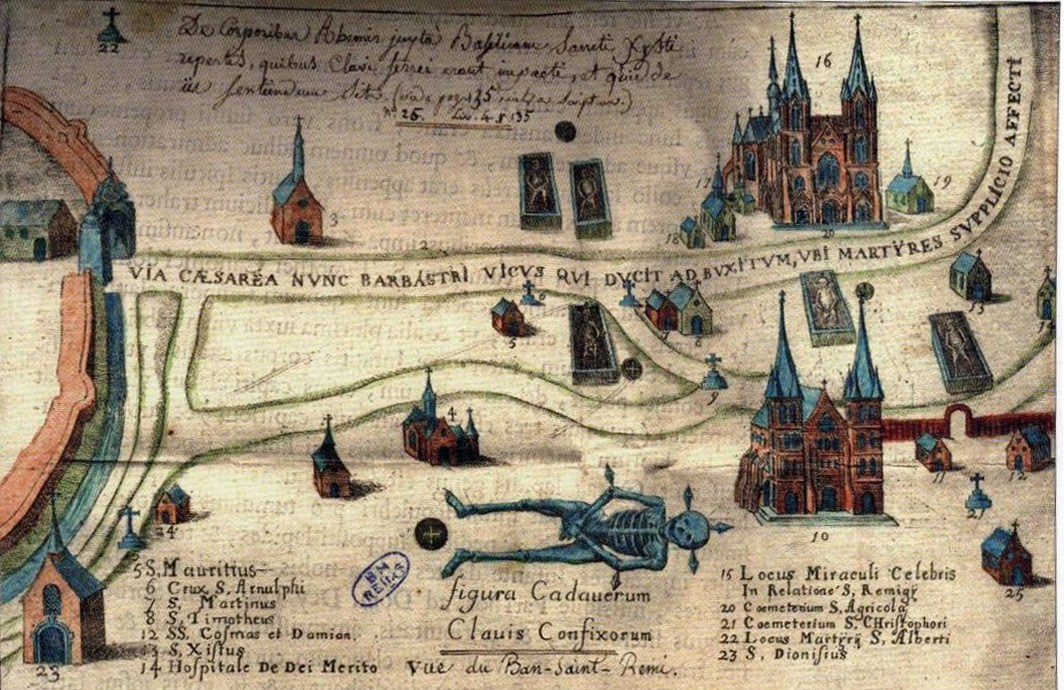
Ubicación relativa de las iglesias de Saint-Remi (10) y Saint-Nicaise (16)

Eso obligó a la construcción de una espléndida iglesia abacial, considerada una de las obras maestras de la arquitectura gótica en su apogeo, que fue iniciada en 1229 o 1231 por Hugues Libergier y terminada en 1263 por Robert de Coucy, aunque sus sucesivos embellecimientos continuaron hasta el siglo XVII. Se le ha llamado la "Sainte Chapelle de Reims". Pasó mucho tiempo para convertirse en una de las iglesias más bellas de Francia.
La influencia de los monjes se extendía sobre una veda señorial tanto urbana como rural : la abadía era entonces muy rica. Su territorio formó una excrecencia fuera de las murallas de la ciudad llamada Pointe Saint Nicaise Administrada según el sistema de elogios de 1531, la abadía declinó; en 1789, la comunidad no superaba los 11 monjes. La biblioteca de 15 000 libros había sido trasladada en 1791 al fondo de la biblioteca municipal . La abadía fue vendida como propiedad nacional en 1793, siendo preferida la basílica de Saint-Rémi en el mismo sector; sirvió como cantera de piedra hasta que fue completamente demolido en el siglo XIX. 

### Deber de patrocinio y diezmos
El cabildo de la abadía tenía el derecho de patronazgo (presentación al cura), es decir de presentación al obispo y de nombramiento de un sirviente a las iglesias o curas (parroquias) donde percibía los grandes diezmos: Saint Hélain de Bisseuil, Saint Hilaire de Bussy-le-Château, Saint Laurent de Dontrien, Saint Hilaire de Saint-Hilaire-le-Grand, Saint Hilaire de Saint-Hilaire-le-Petit, Sermiers.

### Restos
La actual Place Saint-Nicaise que conmemora desde siglo XIX el sitio de la antigua iglesia había sido nombrado en 1794 Place Lucrèce. Al norte de esta plaza se encuentra hoy la Maison de Champagne Taittinger, en cuyos sótanos todavía se pueden ver las bodegas de la abadía y algunos restos monumentales Las antiguas tierras de la abadía se extendían hacia el este, siguiendo la rue Saint-Nicaise, y hacia el sur, donde se encuentran los jardines de la butte Saint-Nicaise, a lo largo del Boulevard Diancourt.

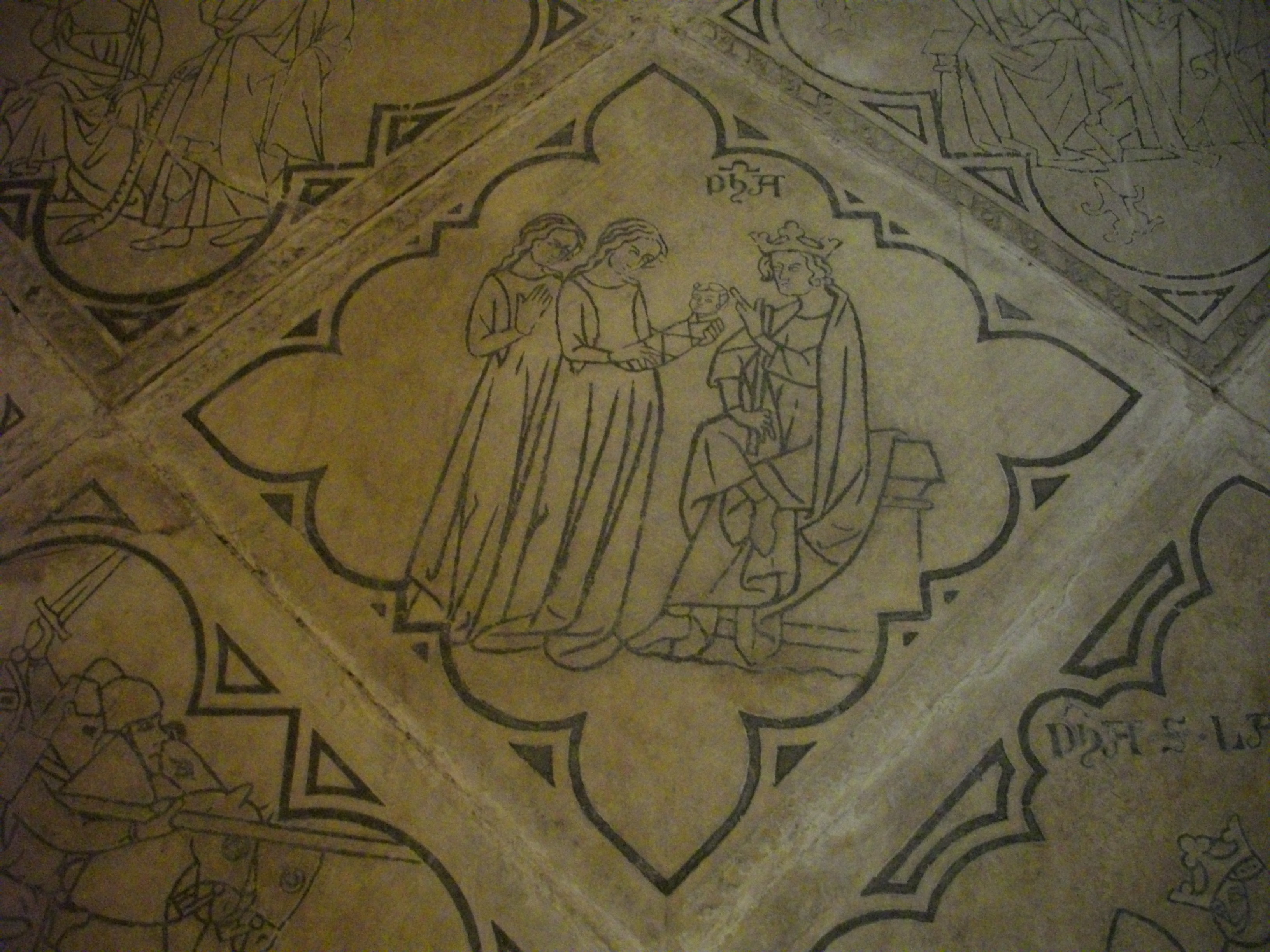
Pavimento de la capilla de San Éloi de la iglesia de Saint-Nicaise, conservada en la basílica de Saint Remi. El juicio de Salomón

Se encuentran aquí y allá probables reempleos de piedras de Sn Nicasio en casas del barrio del viejo " Bourg-Saint-Remi ».
Varios restos muebles permanecen en la catedral de Reims o en la basílica de Saint-Remi.
También hay losas de la capilla de Saint-Éloi o del coro de la abadía, que comenta Viollet-le-Duc : « Este pavimento data de los primeros años del siglo XIV y representa escenas del Antiguo Testamento, inscritas en compartimentos cuadrados.

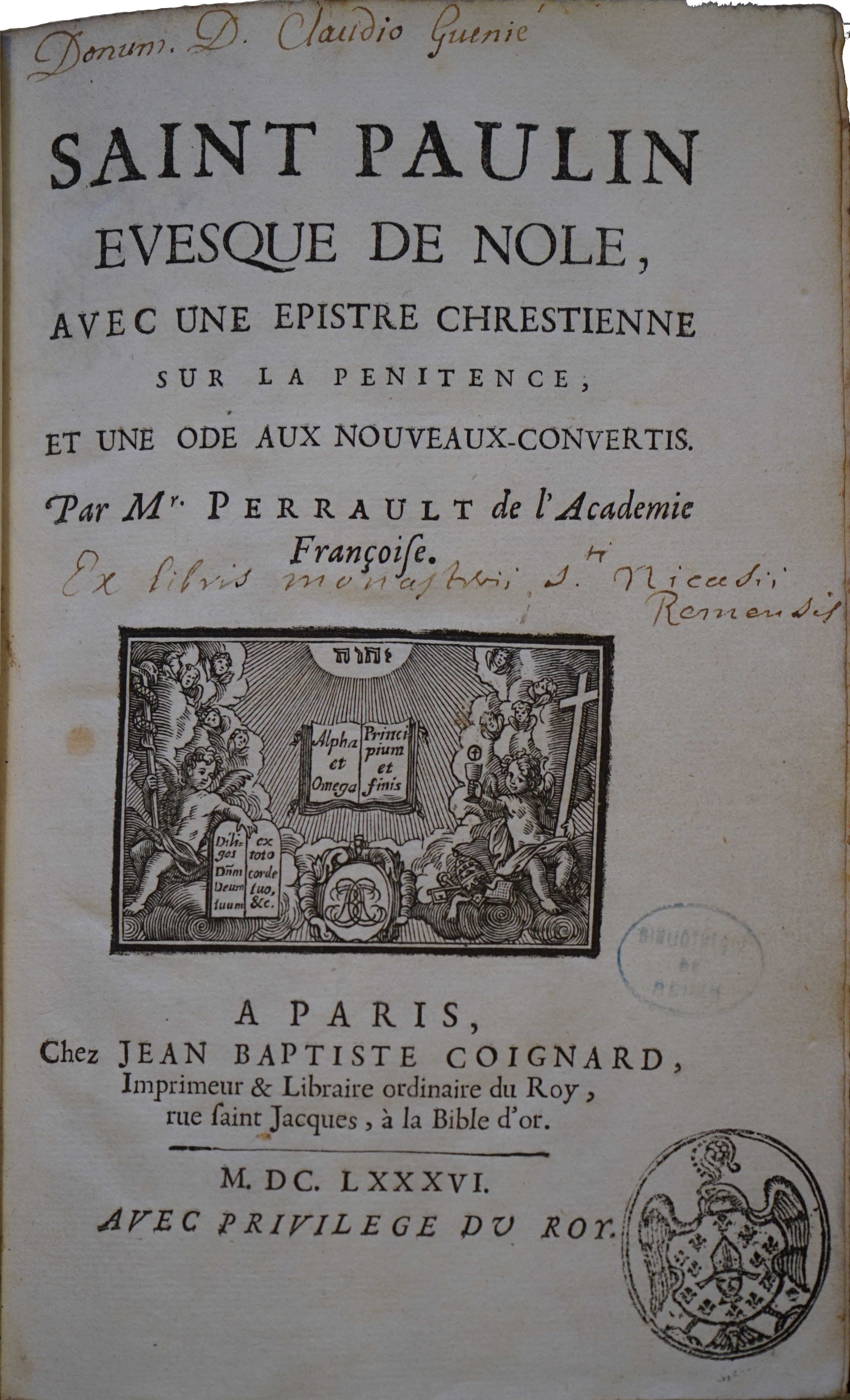
Libro de la biblioteca actualmente en la biblioteca Carnegie (Reims), sello y nota manuscrita de st-Nicaise.

La biblioteca incautada durante la Revolución se encuentra en gran parte en la biblioteca municipal. La advocación a San Nicasio fue recibida a una nueva  iglesia, de 1923 en el distrito Chemin Vert de Reims.

## Arquitectura

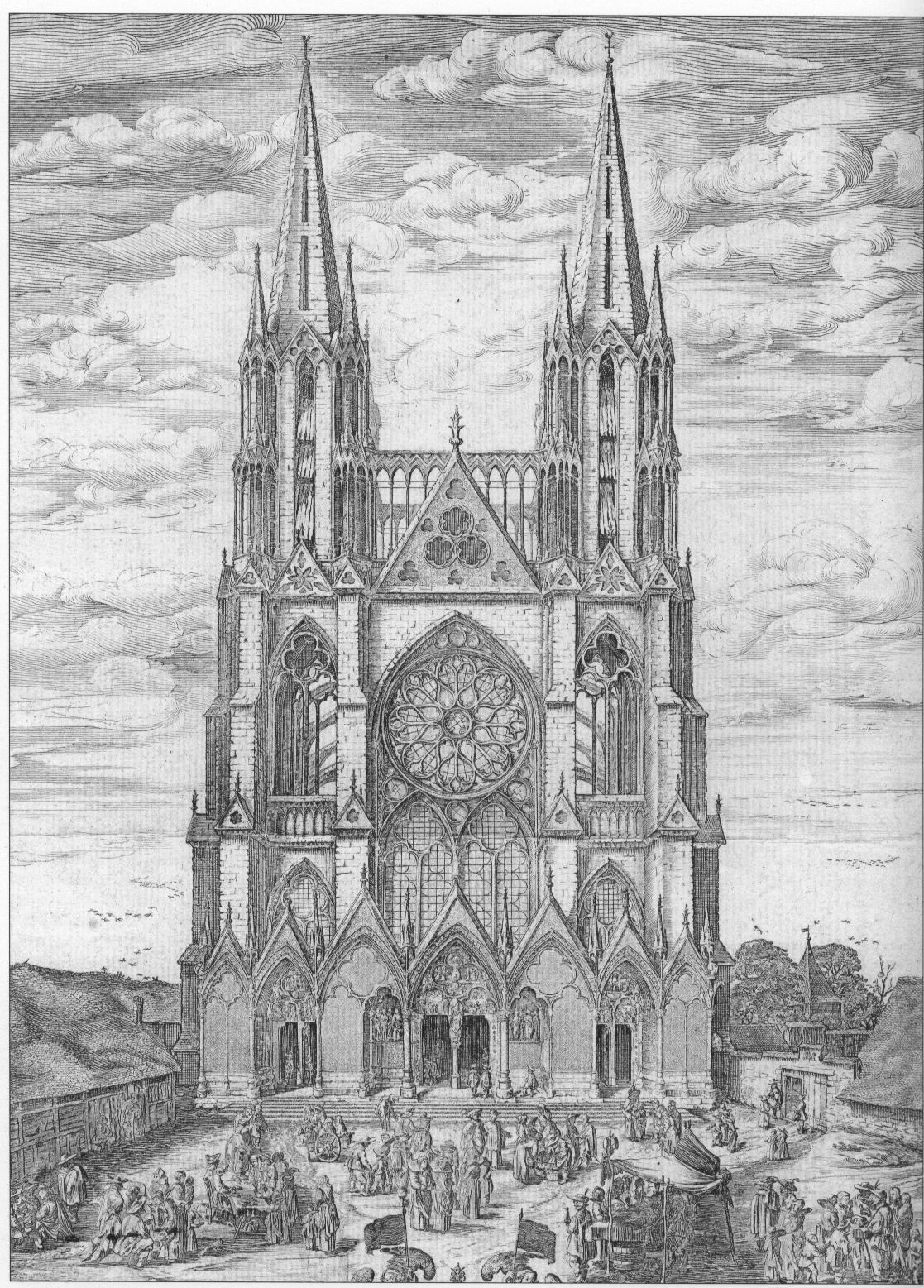
Nicolás de Son, 1625

Como fuentes, es necesario señalar a Viollet-le-Duc que lo estudió particularmente, así como a Charles-Prosper Givelet.
La iglesia tenía 100 metros de largo por 40 m de ancho y 30 m de altura interior, lo que la convertía en el tercer edificio religioso de Reims por sus dimensiones. Por otro lado, según Viollet-le-Duc, su aguja tenía sólo la mitad de la altura de las torres de su fachada.
Sabemos como era su fachada por un grabado de Nicolás de Son de 1625. Este grabado revela una bella iglesia gótica coronada de ojivas, cuya fachada está adornada con dos torres gemelas en torno a un hastial triangular atravesado por tres óculos sobre un gran rosetón, dominado a su vez por dos ventanales apuntados. Viollet-le-Duc compara estos dos campanarios con los de la catedral y admira su solidez

### Rosetón

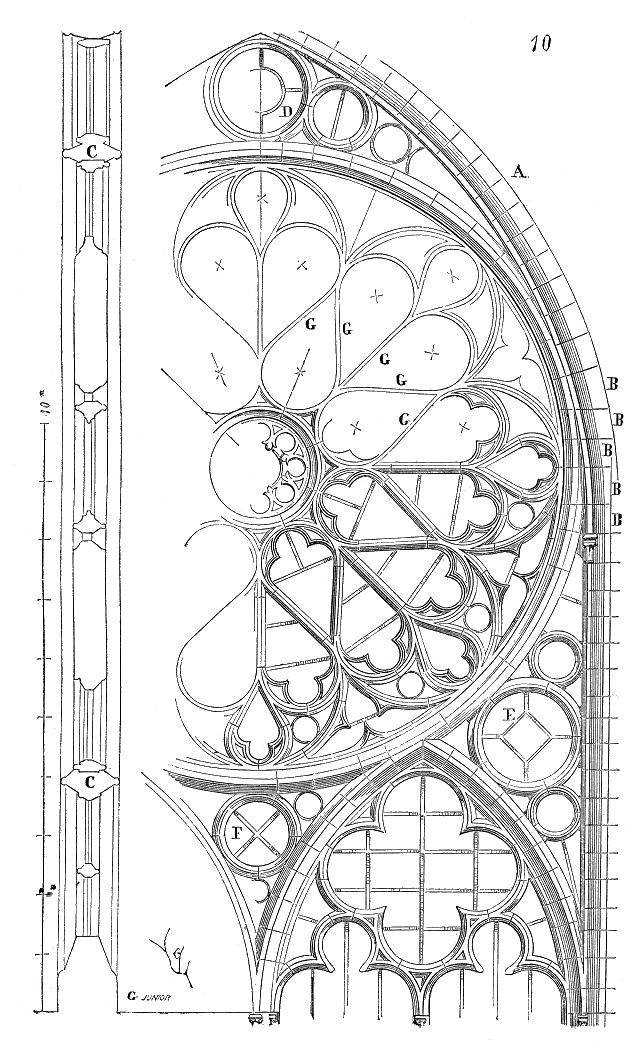
Rosetón por Viollet-le-Duc

Viollet-le-Duc describiendo el estilo de champaña :«El rosetón de Champagne, compuesto por un poderoso círculo, enchavetado, que bordea los compartimentos interiores formados de piedra en agravio, tenía la ventaja de presentar una cierta elasticidad y de permitir evitar cargas parciales en estos compartimentos. Pero también estos arquitectos de Champaña de finales del siglo XIII eran constructores muy experimentados y hábiles ; y si, lamentablemente, la iglesia de San Nicasio de Reims ya no está para demostrarlo, todavía poseemos la de San Urban de Troyes, que es ciertamente la aplicación más maravillosa del sistema de estructura gótica. » . Esta era la tercera obra, las otras dos habían sido derribadas por tormentas el 8 de diciembre de 1541 y el 11 de diciembre de 1711 .

### Pórtico

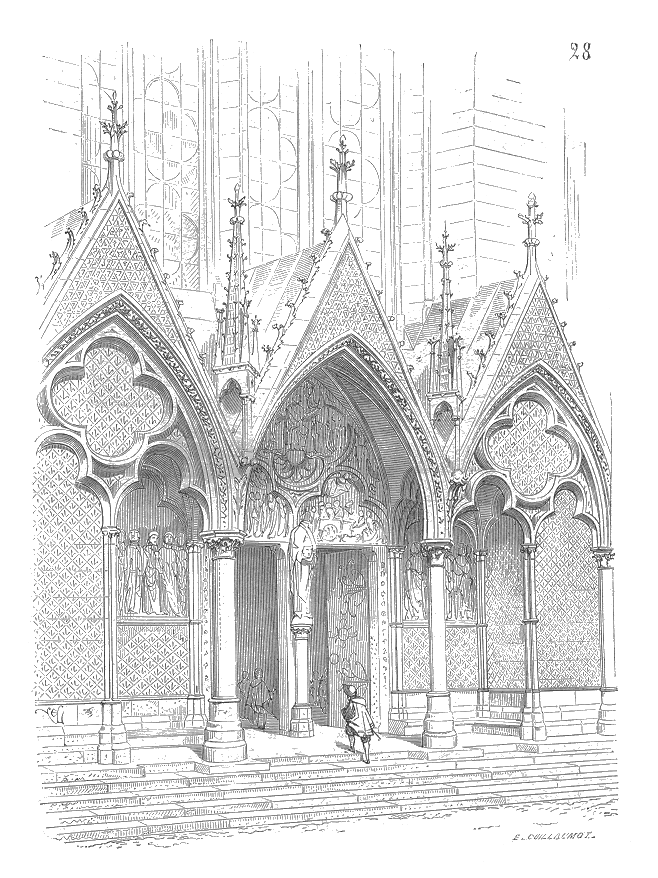
Pórtico por Viollet-le-Duc

Viollet-le-Duc habla extensamente del pórtico: "En la fachada de esta iglesia había tres puertas: una en el centro, en el eje de la gran nave, las otras dos en el eje de cada una de las naves. (...) La puerta central estaba precedida por un pórtico poco profundo, levantado entre los dos contrafuertes que colindan con las arquivoltas de la nave, y que recibe el peso de los ángulos de los dos campanarios. (...) 17 "»
Nos dice que tiene 40 pies de contrafuerte a contrafuerte, cada arco tiene 16 pies de largo, los dos arcos laterales se cortan en dos veces ocho pies.
"Sin interferir con la estructura principal, estas arcadas coronadas por gabletes forman una especie de zócalo decorativo que ocupa toda la anchura de la iglesia y está atravesado por vanos en las puertas. Era como un gran andamio todo forrado de tapices; pues se notará que los desnudos de este zócalo están decorados con finos relieves florales que les dan la apariencia de una colgadura. Detrás de esta arquitectura ligera, que parece levantada para una fiesta, estaban las puertas ricamente decoradas con bajorrelieves. La central (...) llevaba en su sobremantel la estatua de Santa Nicasia; en su tímpano, Cristo sentado sobre el mundo en el día del Juicio Final, con la Virgen y San Juan a su lado y ángeles adoradores; abajo, a un lado, los elegidos; al otro, los condenados, algunos de los cuales son llevados al infierno en un carro. En las enjutas, dos ángeles tocan la trompeta. Los doce apóstoles fueron colocados, no como estatuas en nichos, sino como grupos de figuras en los dos nichos hechos a cada lado de los montantes de la puerta. (...) Los dos pórticos en el eje de las naves laterales consistían cada uno en un solo arco perforado entre los dos grandes contrafuertes de los campanarios. Esta arcada, coronada por un frontón, al igual que las del pórtico central, tenía una abertura de 12 pies (2 toesas).

### Galería

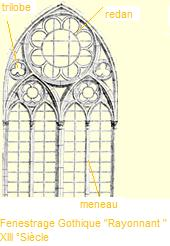
Dibujo de Viollet-le-Duc
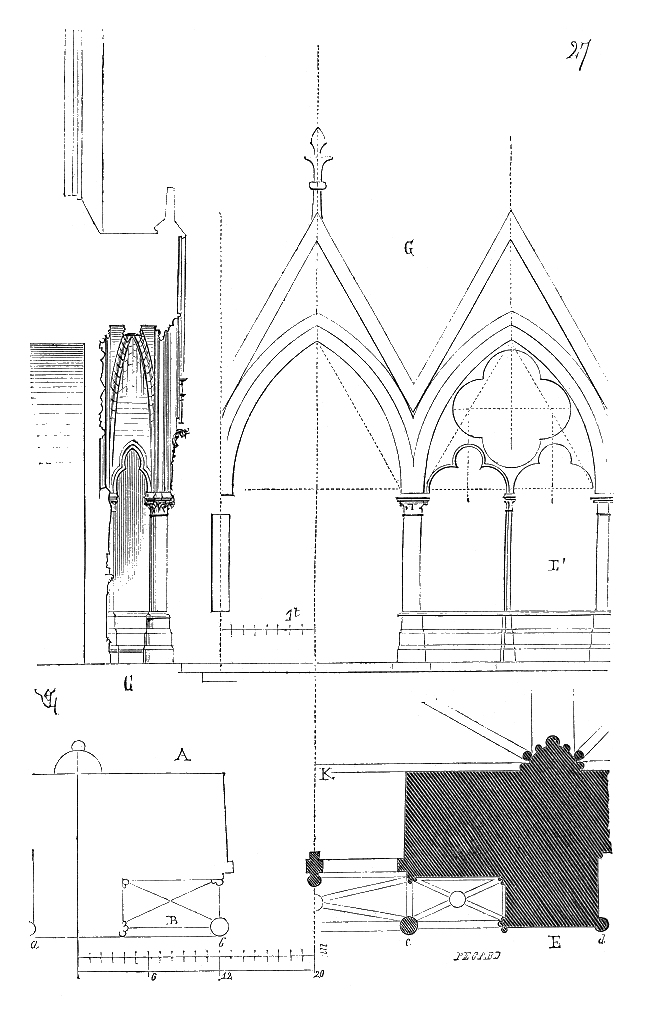
Plano del porche de Viollet-le-Duc
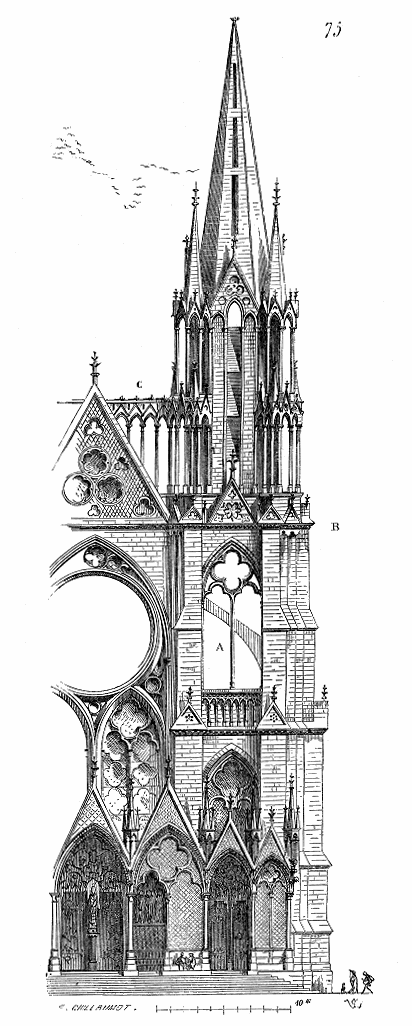
Dibujo de Viollet-le-Duc
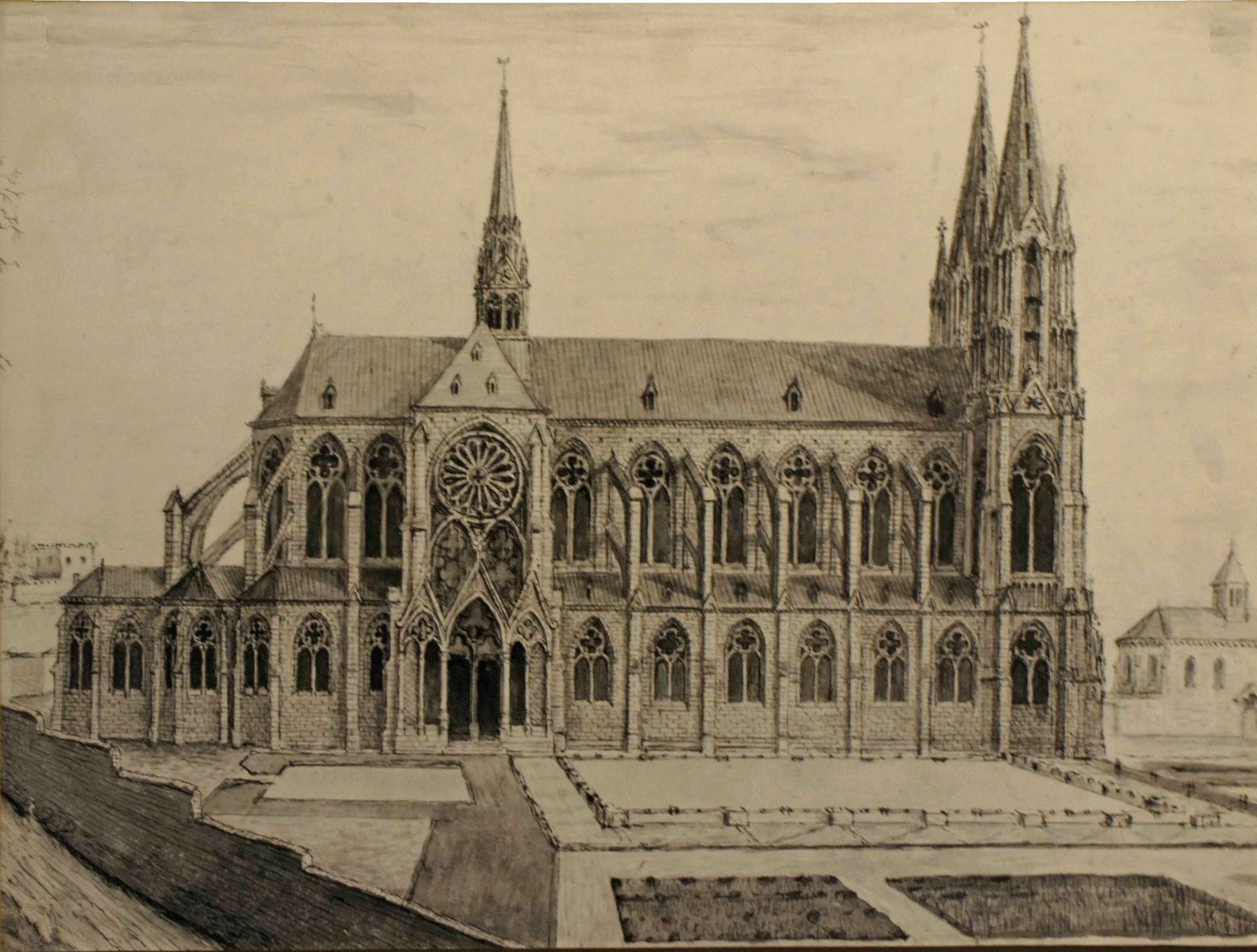
Lateral

### Abades enterrados

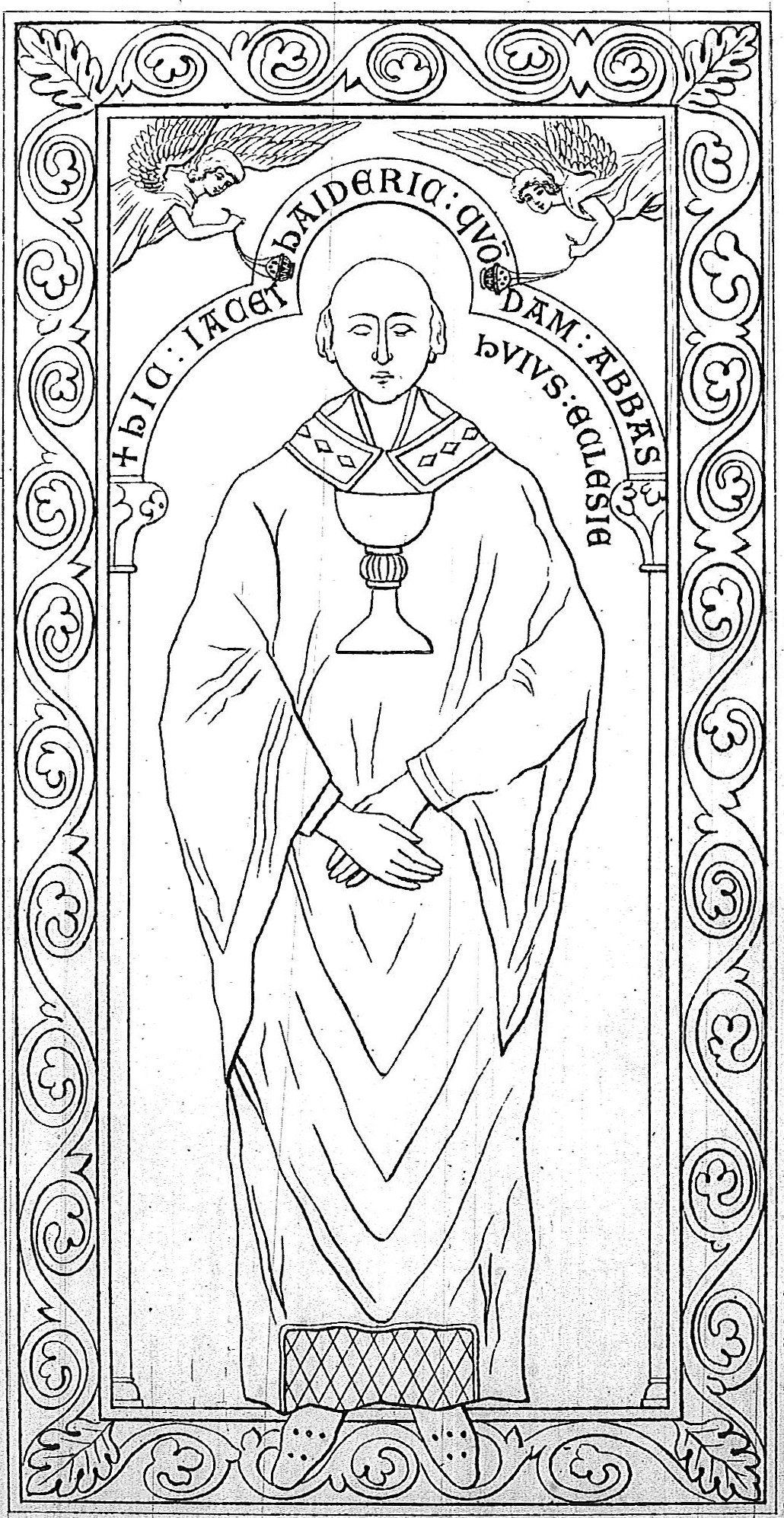
Haideric, muerto en 1206,
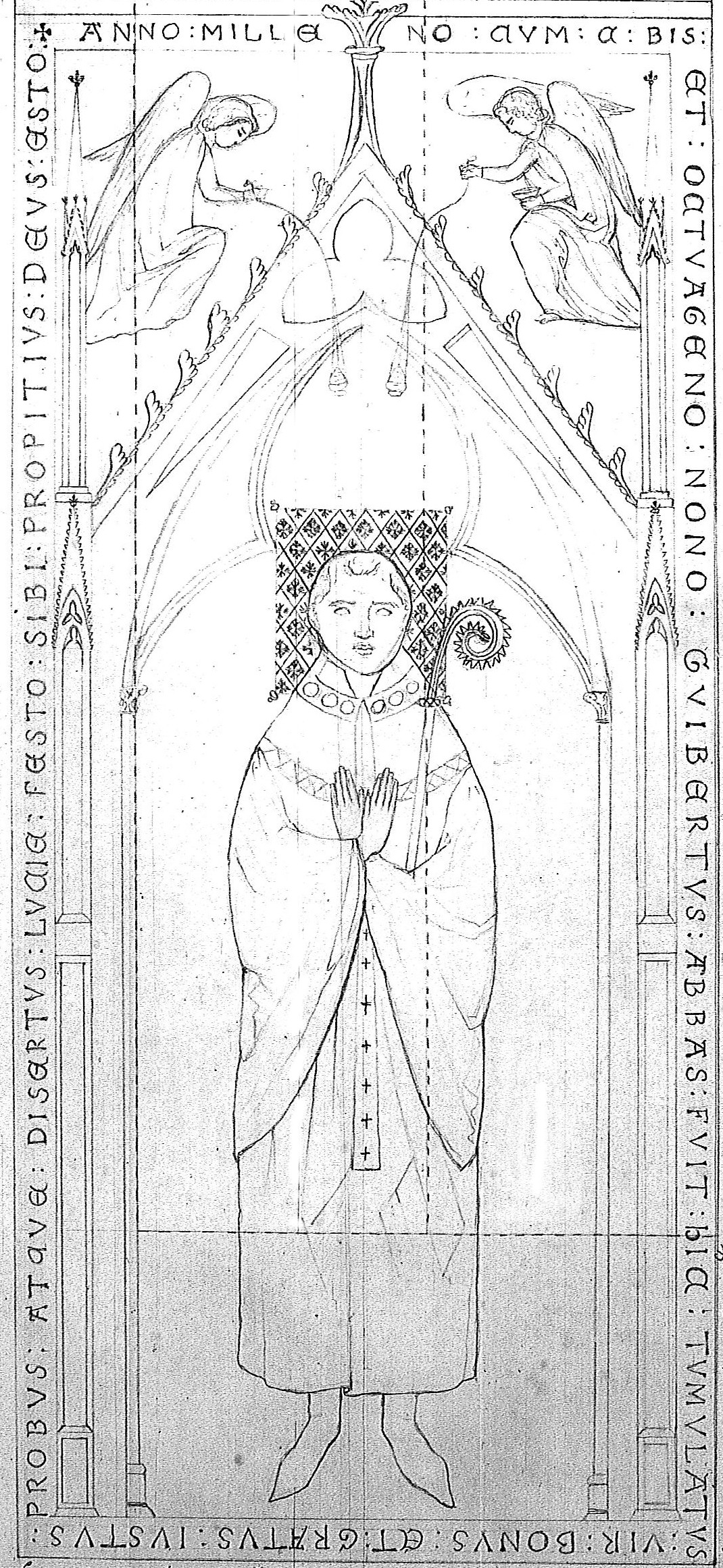
Guiberto, muerto en 1289,
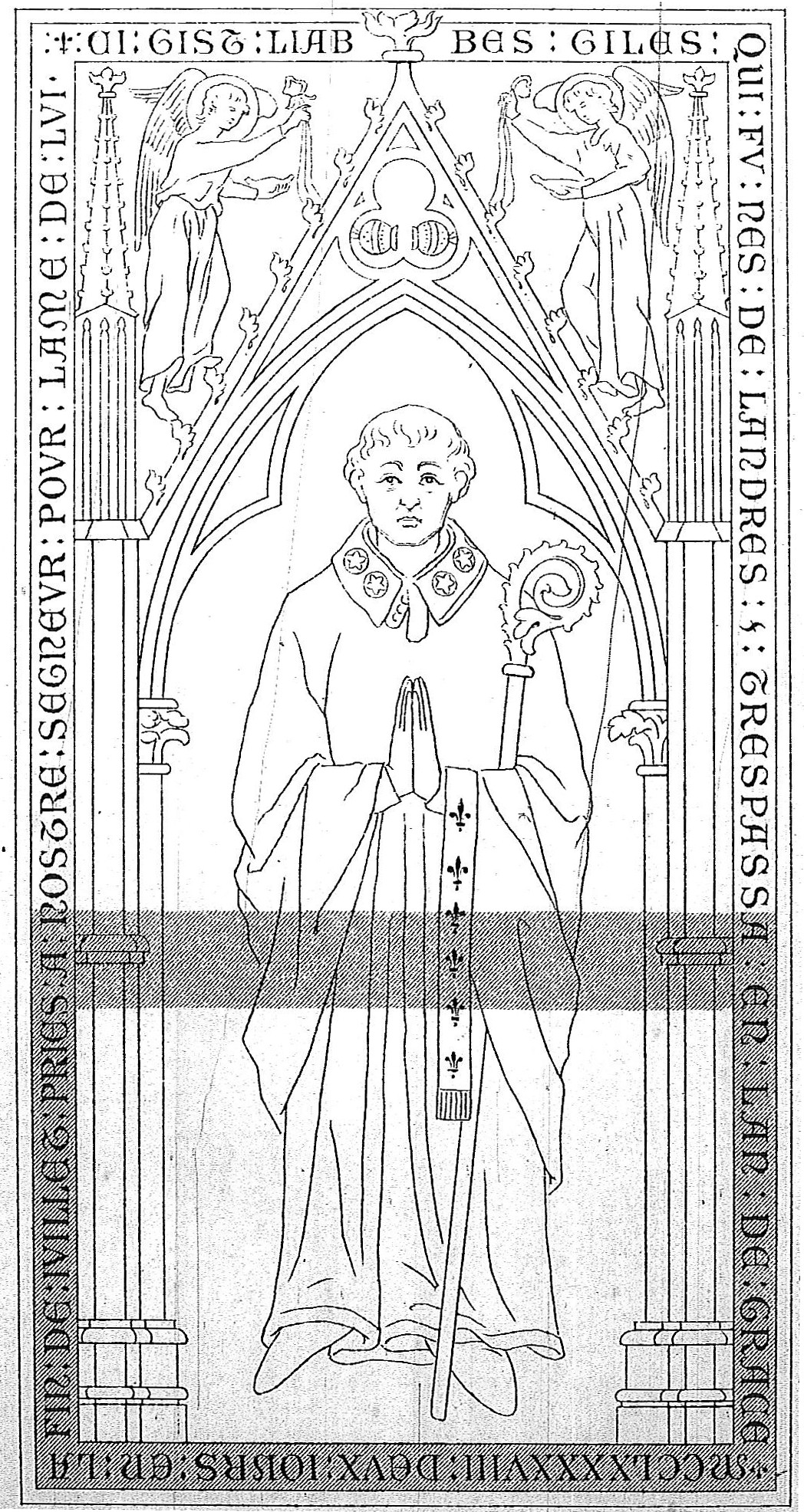
Gilles de Landres, murió en 1298.

### coro
Su realización comenzó en 1700 bajo la dirección de Dom Mathieu Hubert para reemplazar la pantalla de la cruz y la pared que rodea el coro litúrgico. Hizo construir puertas de hierro forjado por el cerrajero Masson de Reims, un altar de mármol, obra de Dropsi, que se colocó en el cruce de los transeptos. Los púlpitos fueron trasladados a la cabecera y realizados por Gaudri de Reims. Este nuevo trabajo fue dedicado el 24 de marzo de 1762 por Henri Hachette des Portes, obispo de Sidón.

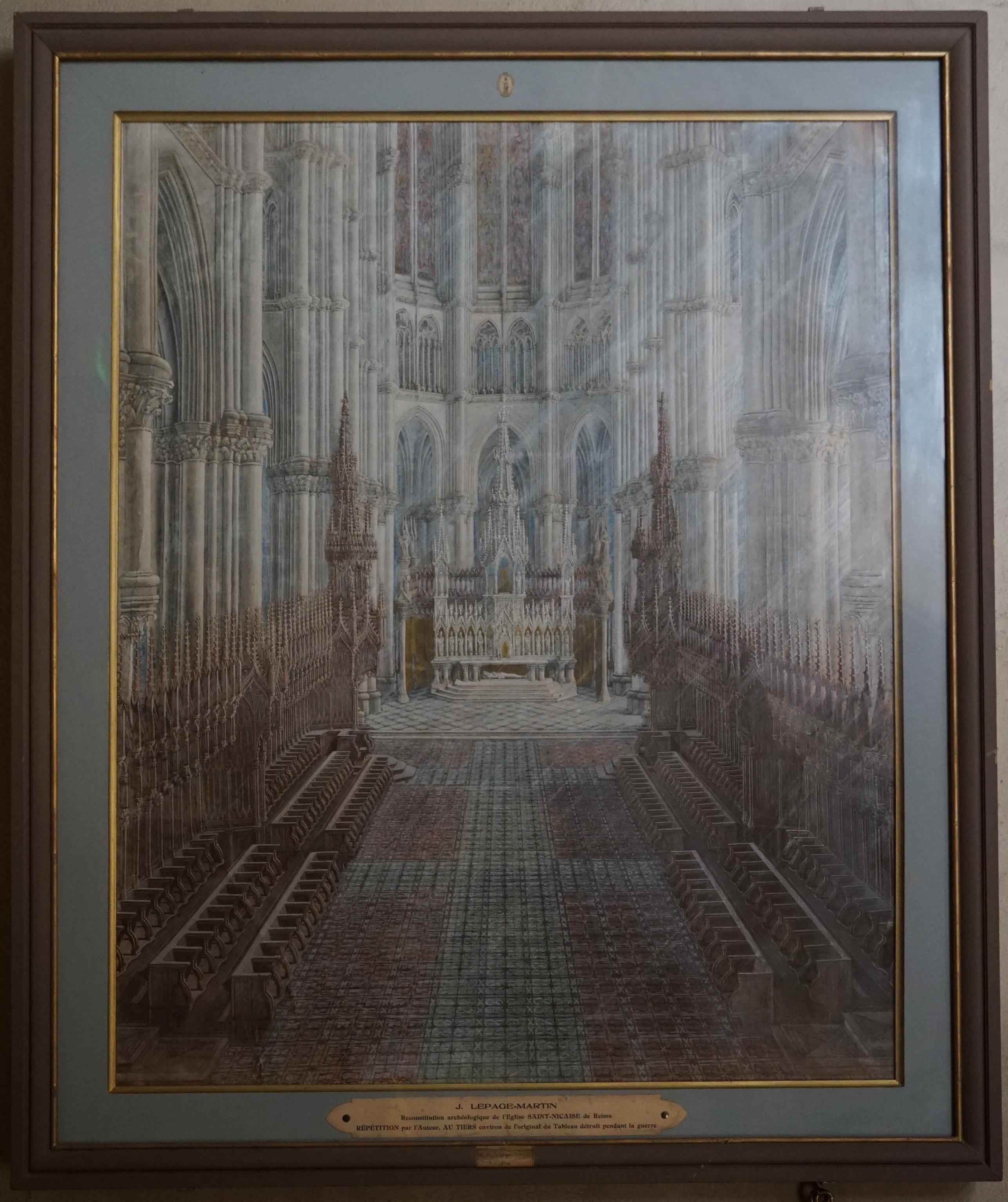
Representación de la sillería y el coro de Lepage-Martin.

### Claustro

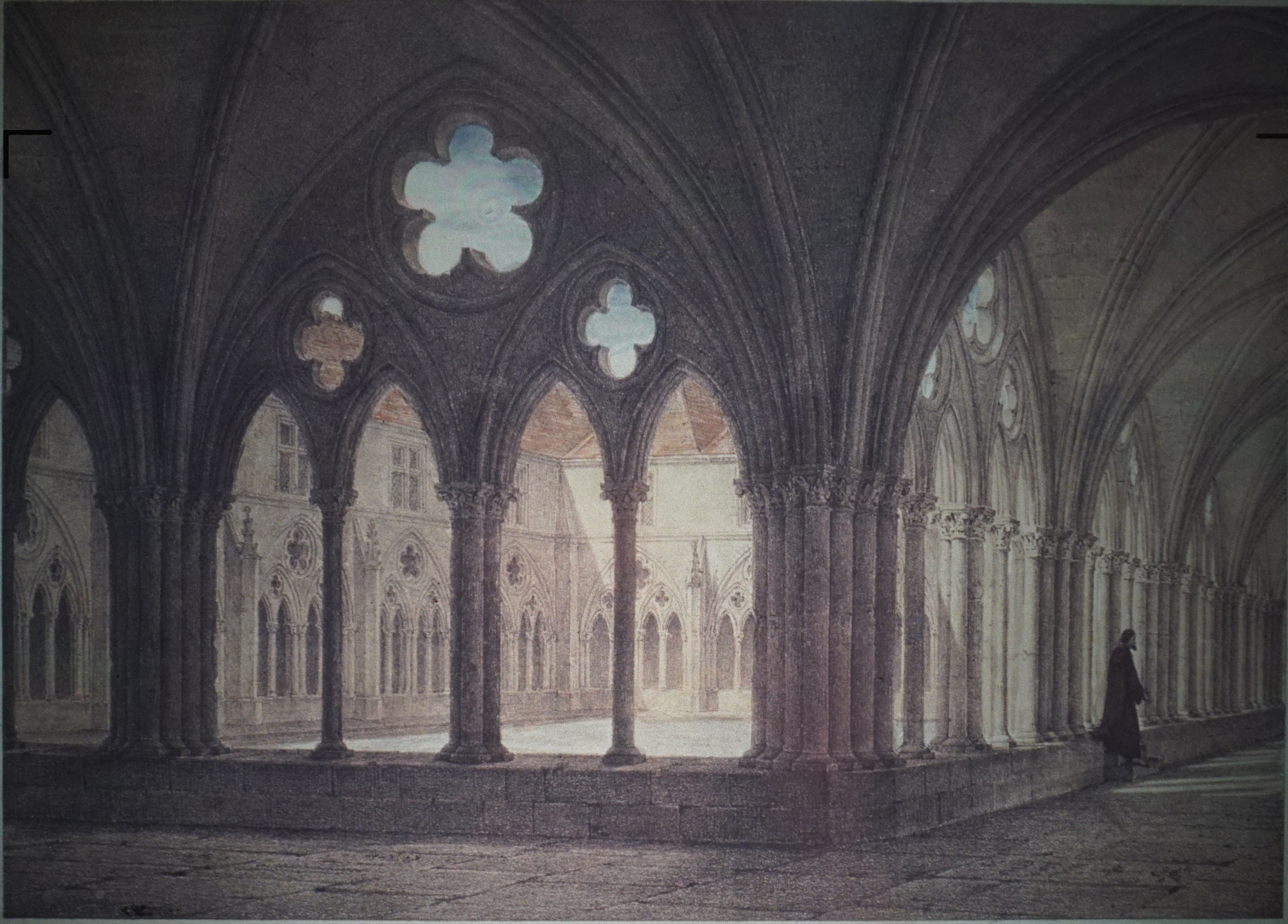
Vista del claustro,
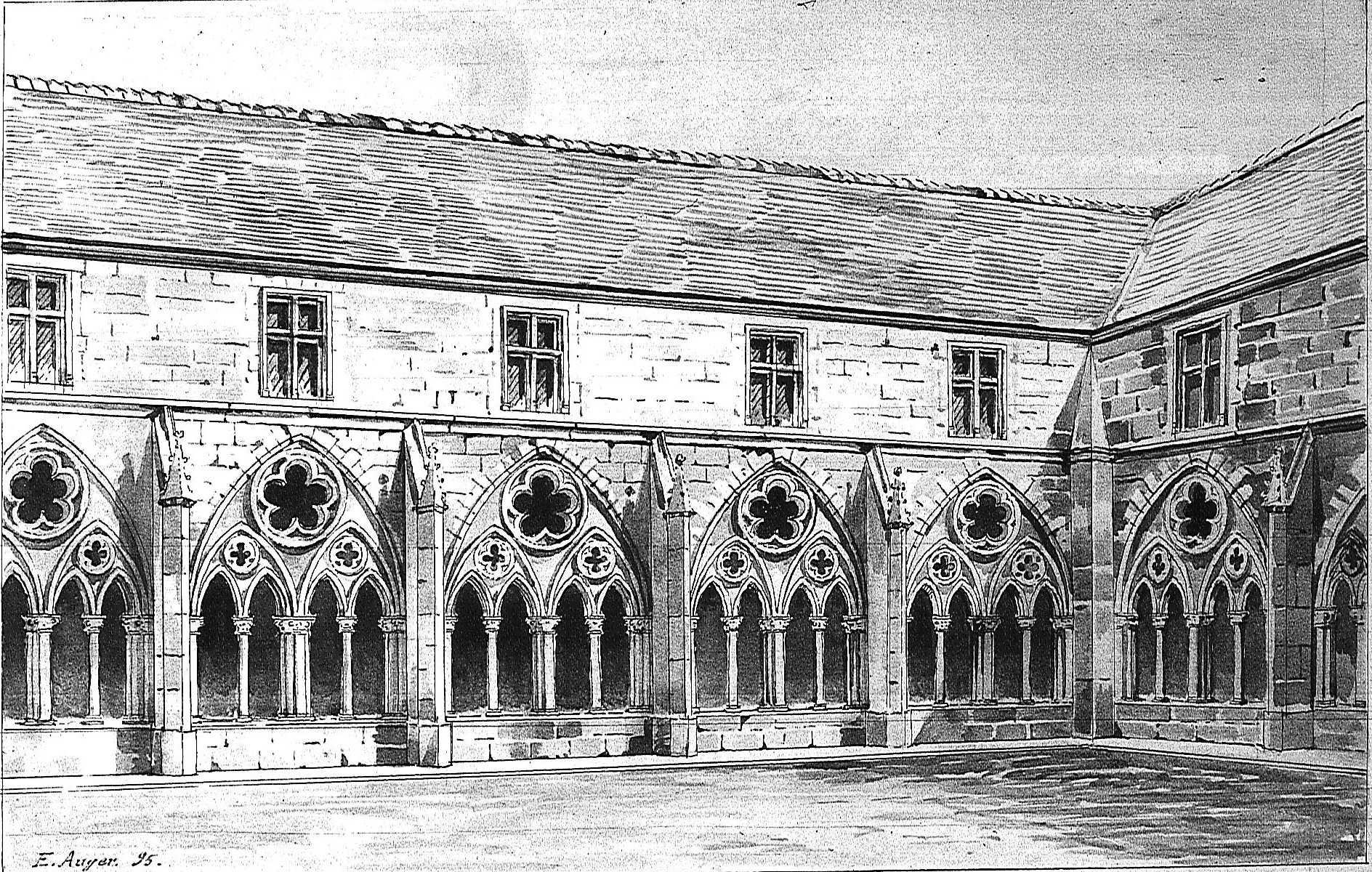
y su jardín por Eugène Auger
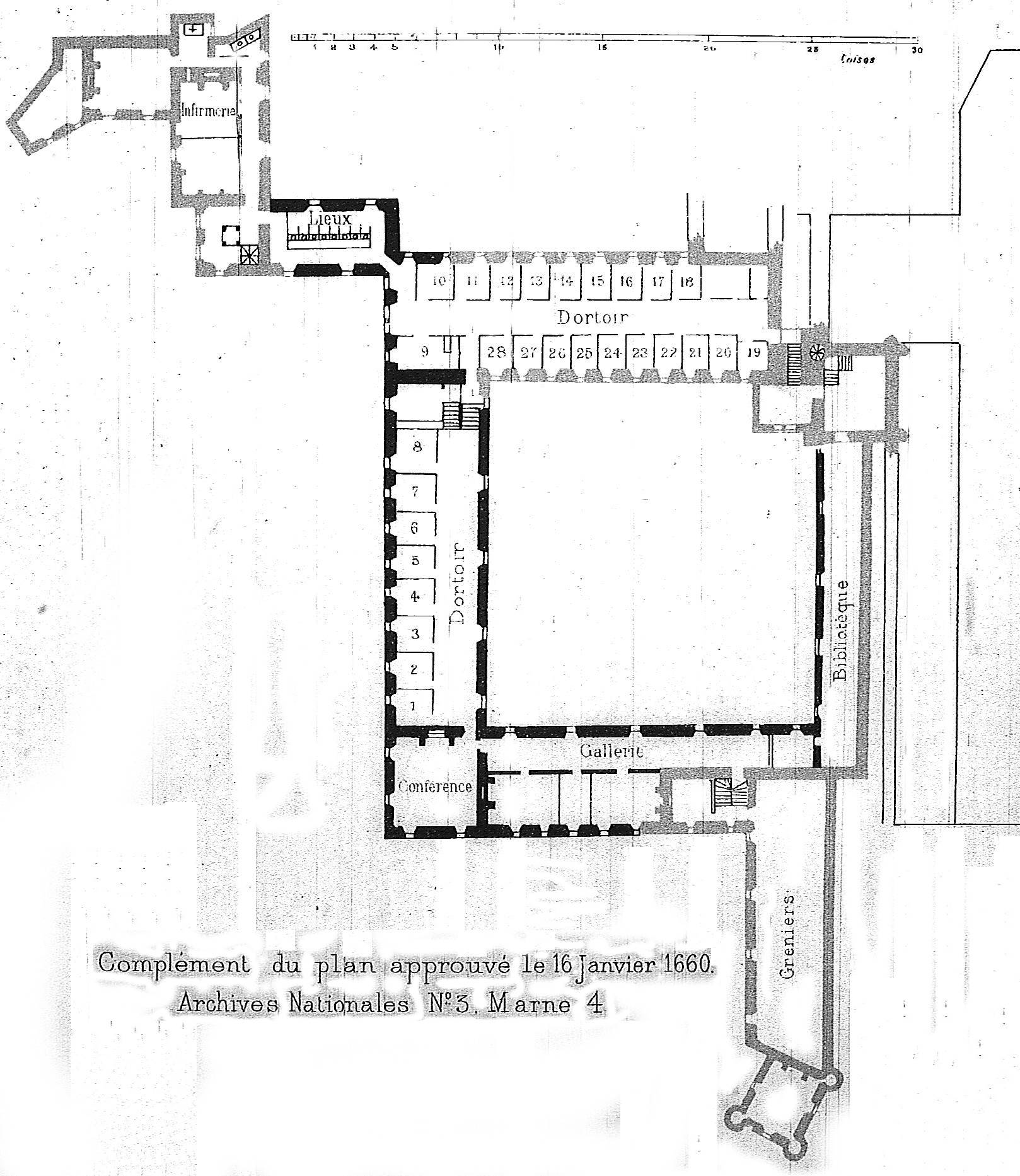
en plano.
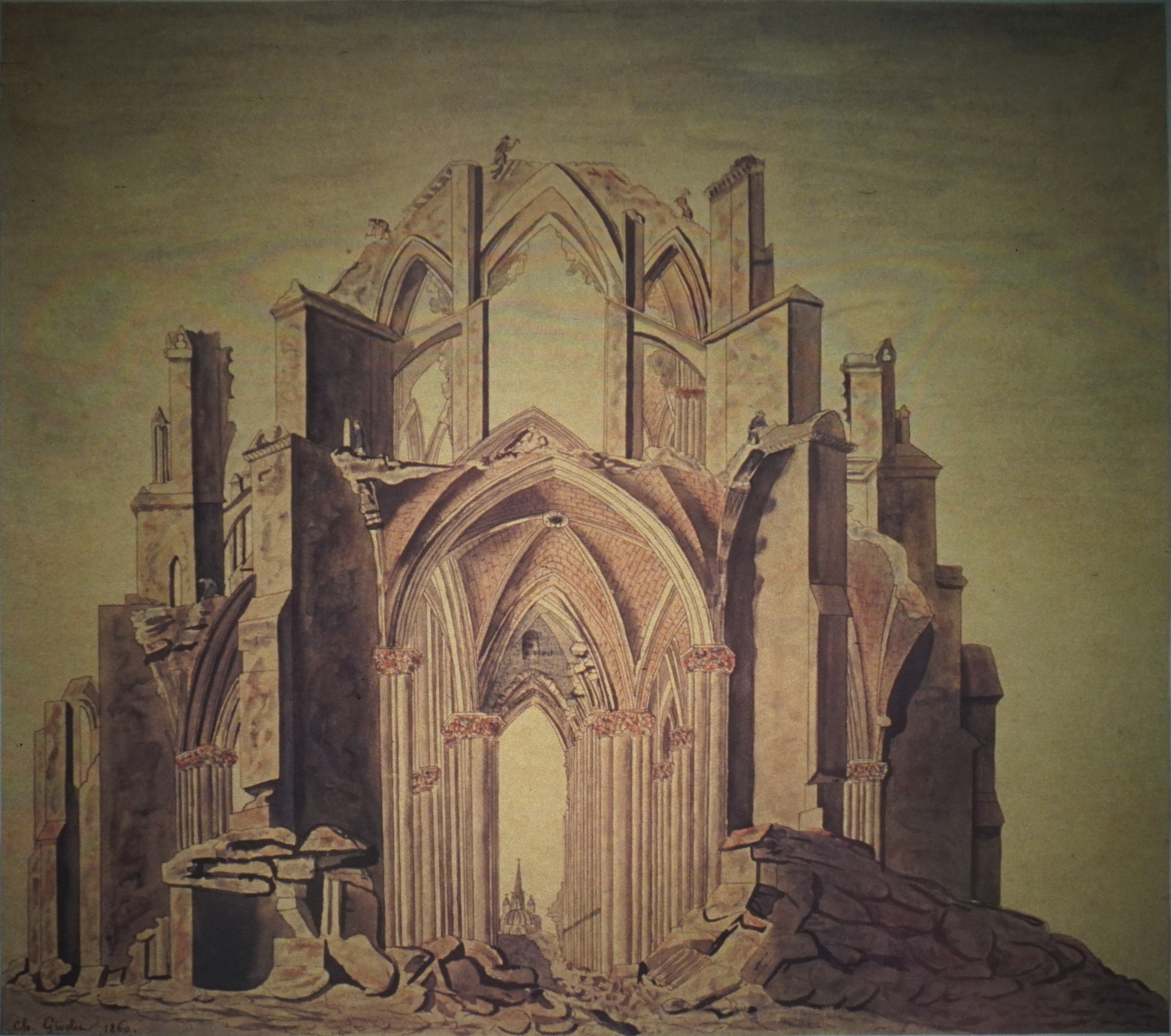
Estado de 1803.
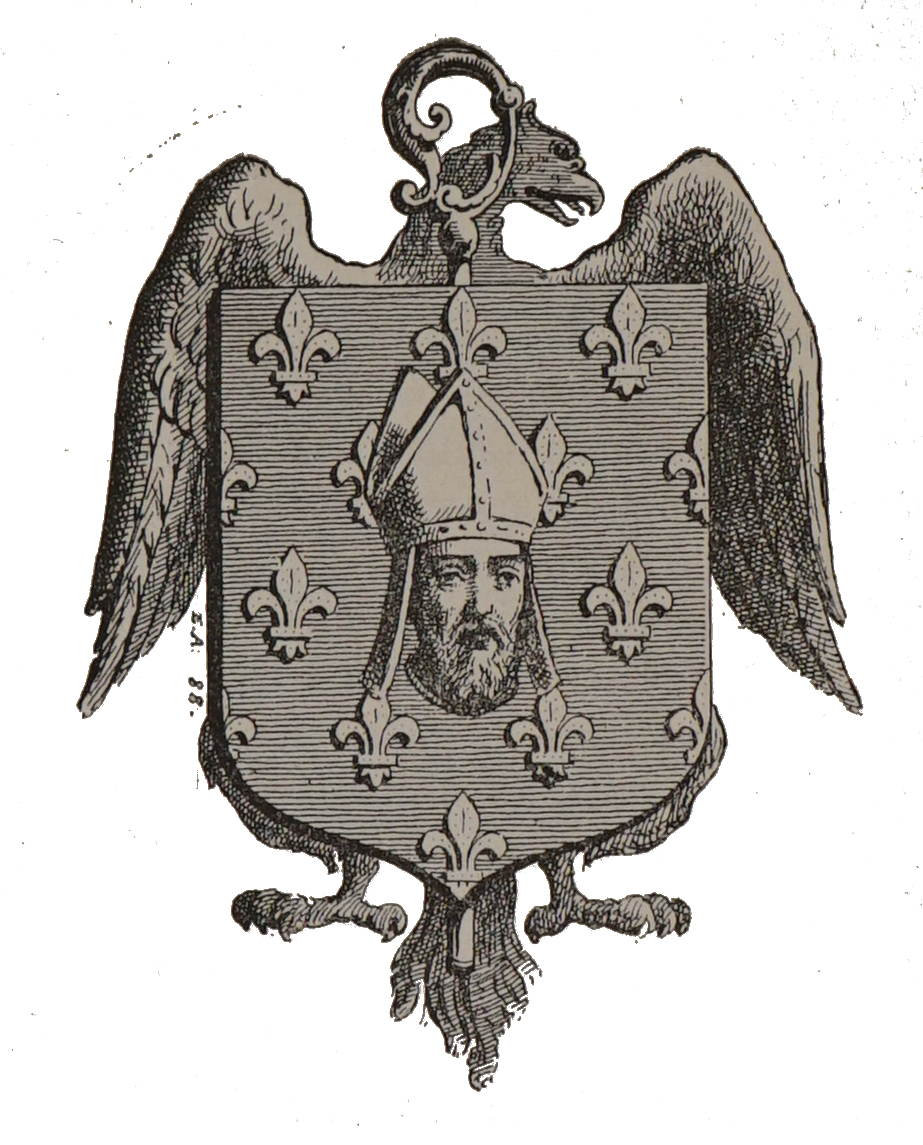
Escudo de armas de la abadía.